# Будилник (1873)
На 1 май 1873 г. Христо Ботев започва издаването на втория си самостоятелен сатиричен вестник „Будилник“. Карикатурите в него са идейно и текстово внушени от Ботев. Те са дело на полския художник Хенрих Дембицки, приятел на Ботев и революционерите от кръга на „младите“. По време на издаването на вестника Ботев живее в стая на тавана на печатницата на Любен Каравелов в Букурещ.
Във вестник „Будилник“ Ботев публикува най-добрите си фейлетони. някои от известните му фейлетони, като „O, tempora! O, mores!“  и „Това ви чака!“, както и стихотворенията „Защо не съм...?“ „Гергьовден“ и „Патриот“
През този период той превежда руски учебник по аритметика, но вмъква в него политически коментари и книгата е унищожена, след като е отпечатана в Пловдив.
На 20 май 1873 г., след бр. З вестник „Будилник“ спира по липса на средства.

## Други
На „Будилник“ е наречена улица в квартал „Бъкстон“ в София (Карта).